# Theatricality
«Theatricality» (рус. Театральность) — двадцатый эпизод первого сезона американского музыкального телесериала «Хор», срежиссированный Райаном Мёрфи и показанный телеканалом Fox 26 мая 2010 года. Эпизод является данью уважения певице Леди Гага; по сюжету, Уилл Шустер решает научить хористов театральности на примере её работ, в то время как вся мужская часть хора, исключая Курта, решают перевоплотиться в группу Kiss. Кроме того, Рейчел сближается со своей биологической матерью Шелби Коркоран, а мать Финна и отец Курта решают жить вместе. В серии прозвучали кавер-версии пяти песен, которые были выпущены в качестве цифровых синглов, а также включены в альбом Glee: The Music, Volume 3 Showstoppers.

## Сюжет
Директор Фиггинс (Икбал Теба) запрещает Тине (Дженна Ашковиц) одеваться в готическом стиле, считая это неподходящим для школы, а также что это порождает волну подражания вампирам после выхода фильмов серии «Сумерки». Чтобы напугать Фиггинса, который верит в вампиров, Тина в один из вечеров переодевается в вампира и пугает его, говоря ему, что если он не разрешит ей одеваться так, как ей хочется, её «азиатский отец-вампир его покусает».
Когда Рейчел (Лиа Мишель) узнаёт, что «Вокальный адреналин» готовит для региональных кавер-версию песни Леди Гаги, Уилл Шустер (Мэтью Моррисон), руководитель хора, предлагает им в течение недели поработать над театральностью на примере Леди Гаги и исполнить несколько её песен. Женская половина хора и Курт (Крис Колфер) соглашаются и готовят номер «Bad Romance». Однако остальная мужская часть недовольна и решает вместо этого одеться как группа Kiss и исполнить композицию «Shout It Out Loud». Пак (Марк Саллинг) предлагает Куинн (Дианна Агрон) назвать их дочь Джеки Дэниэлс по названию виски Jack Daniel's. Куинн злится, что Пак относится к этому несерьёзно, и в попытке доказать ей свои намерения, он поёт песню «Beth» вместе с остальными парнями из хора, и они решают назвать их дочь Бет, а Куинн соглашается, чтобы Пак присутствовал во время родов.
Пока Рейчел шпионит за «Вокальным адреналином», она догадывается, что Шелби Коркоран (Идина Мензель) — её биологическая мать. Во время разговора она просит, чтобы она помогла ей с костюмом для номера Леди Гаги, так как её отцы не умеют шить. Уилл общается с Шелби, и его начинает беспокоить, что она не может наладить с Рейчел материнские отношения. Шелби признаётся, что она хотела бы иметь детей, но сближаться с Рейчел уже поздно — она выросла и уже не нуждается в матери. Шелби говорит Рейчел, что, чтобы привыкнуть к факту, что у неё есть дочь, они должны некоторое время общаться на расстоянии. На прощание они поют дуэтом акустическую версию песни «Poker Face».
Барт Хаммел (Майк О’Мэлли), отец Курта, приглашает Кэрол (Роми Роусмонт), мать Финна (Кори Монтейт), жить вместе с ним. Финн чувствует себя неловко, деля одну комнату с Куртом, и во время ссоры он грубо обзывает Курта, используя гомофобный сленг. Это слышит Барт; он говорит, что будет защищать своего сына и не позволит Финну говорить с ним в таком тоне, даже если это будет стоит ему отношений с Кэрол. В школе Курт подвергается нападкам из-за его костюма Леди Гаги со стороны школьных хулиганов Карофски (Макс Адлер) и Азимо (Джеймс Эрл). В последний момент вмешивается Финн, который сделал себе костюм с стиле Леди Гаги из домашней занавески. Он просит прощения у Курта и говорит, что должен был принять его, так как формально они теперь братья. Он сообщает, что готов защищать его, и к нему присоединяются другие члены хора, одетые в свои костюмы.

## Реакция
В США эпизод «Theatricality» посмотрели 11,5 млн человек, что стало пятым результатом среди подростковой аудитории и двенадцатым среди общего количества телезрителей. В Великобритании серию увидели 820 тыс. человек, что стало самым низким результатом за весь сезон. В Канаде серию посмотрели 1,91 млн человек, что позволило ему занять 11 строчку в недельном рейтинге. В Австралии серию посмотрели 1,41 млн, что сделало «Хор» самым рейтинговым шоу среди подростков.
Отзывы критиков о эпизоде оказались смешанными. Сама Леди Гага назвала серию «потрясающей»; Тим Стейк из Entertainment Weekly назвал его одним из лучших эпизодов сериала, а Тим Шварц из MTV и Лиза Респерс Франс из CNN сравнили его с положительно воспринятым трибьют-эпизодом Мадонны «The Power of Madonna». Актёр Майк О’Мэлли, который сыграл Барта Хаммела, снискал похвалу критиков, хотя Джаред Висселман из New York Post отметил, что такие эмоциальные сцены между Куртом и его отцом стали настолько частыми, что это преуменьшает их эффект на зрителя. Момент, в котором Барт защищает сына от нападок Финна и в грубой форме предупреждает его, что не потерпит оскорбительных фраз в адрес Курта, Эрик Голдман из IGN назвал «одним из самых тяжёлых эпизодов во всём сериале» Хенрик Батталонс из BuddyTV, Мэри Ханрахан из Broadway World и Кевин Колл из Fused Film негативно отнеслись к выбору песни «Poker Face» для дуэта матери и дочери.